# Antonio Paolucci
Pour les articles homonymes, voir Paolucci.
Antonio Paolucci, né le 29 septembre 1939 à Rimini (Émilie-Romagne) et mort le 4 février 2024 à Florence (Toscane), est un historien de l'art italien, directeur des musées du Vatican jusqu'en décembre 2016. Il est ministre de la Culture et le surintendant des musées d'État de Florence. Au cours de sa carrière, Paolucci travaille non seulement à Rome, mais aussi à Florence, Venise, Vérone, Mantoue et d'autres villes italiennes. Il écrit nombre de livres et d’articles sur l'histoire de l'art et apparaît à la télévision dans divers programmes pour expliquer et promouvoir l'art. Il a reçu de nombreux prix pour son travail.  

## Biographie
Antonio Paolucci naît à Rimini. Son père est un revendeur d'antiquités et la passion de Paolucci pour l'art débute par sa manipulation d'objets antiques trouvés dans la boutique de son père. Il étudie l'histoire de l'art à Florence auprès de Roberto Longhi et obtient son diplôme en 1964. Il enseigne également dans d'autres institutions, notamment à l'université de Florence et à l'Université de Sienne.
En novembre 2007, Antonio Paolucci est nommé par le pape, directeur des Musées du Vatican, à la place de l'archéologue Francesco Buranelli dont le mandat a expiré en mai 2007.

## Travaux majeurs publiés
Paolucci publie de nombreux ouvrages et monographies comprenant notamment celles de : Piero della Francesca, Luca Signorelli, Antoniazzo Romano, Michel-Ange, Filippo Lippi, Bronzino, Cellini, Giambologna et sur la Chapelle Sixtine, ainsi que d'autres ouvrages sur les techniques de restauration et l'histoire de l'art en général. Ses travaux ont été traduits en anglais, allemand, français, espagnol, japonais et dans d'autres langues.